# سكيلز
راؤول جون (مواليد 1 أبريل 1991)، المعروف باسمه المسرحي سكيلز ، هو مغني الراب والمغني وكاتب الأغاني النيجيري. في عام 2000، بدأ في كتابة أغاني الراب في كادونا. بين عامي 2007 و 2008، سافر إلى جوس للعمل مع جيسي جاغز وإرميا جيانغ. في عام 2008، دخل في مسابقة وفاز بمنطقة شمال وسط المنافسة. تلقت أغنيته الأولى «ماست شاين» العديد من الدورات على محطات إيقاع اف ام في لاغوس وجوس وأبوجا. انتقل لاحقًا إلى لاغوس ووقع صفقة قياسية في عام 2009.

## روابط خارجية
- سكيلز على موقع ميوزك برينز (الإنجليزية)
- سكيلز على موقع ميوزك برينز (الإنجليزية)